# 리샤오펑 (정치인)

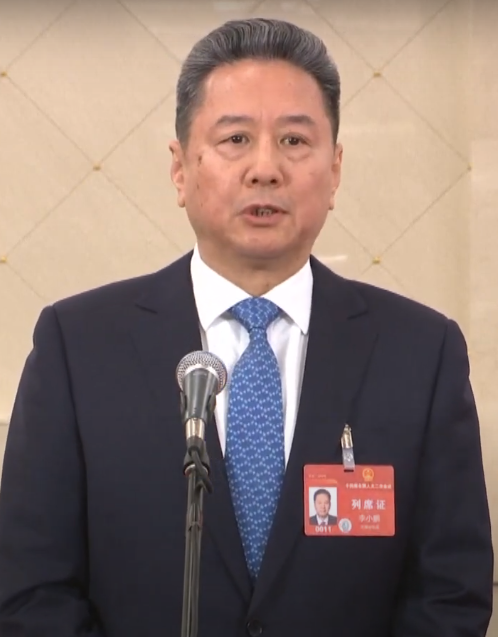

리샤오펑(이소붕,李小鵬, 1959년 6월 ~ )은 중화인민공화국의 기업인이자 정치인이다. 2013년 1월 29일, 산시성 성장에 취임했다. 중국공산당 정치국 상무위원과 국무원 총리를 지낸 리펑이 리샤오펑의 아버지이다. 태자당의 하나로 불린다.